# Требиње
Требиње је градско насеље и сједиште града Требиња у Републици Српској, БиХ. Према коначним подацима пописа становништва 2013. године, у насељеном мјесту Требиње укупно је пописано 22.987 лица.

## Етимологија
Име града потиче или од латинске ријечи tribunus (tribunus militum је заповједник једне веће или више мањих јединица римске војске) или од словенске ријечи треб, што значи жртва (жртвовати).

## Географија
Налази се на самом југу Херцеговине у најјужнијем делу Републике Српске и Босне и Херцеговине. Смјештено је испод планине Леотар, на ободу Требињског поља, у долини некада највеће европске реке понорнице Требишњице, која протиче кроз град. Од мора је удаљено око 27 km путем до Дубровника, или око 38 km путем до Херцег Новог. За Требиње се каже да је „град сунца и платана“, а један је од најљепших градова. Економски је и културни центар регије Источне Херцеговине. Требиње се налази на 42° 42‘ 32“ сјеверне географске ширине, а на 18° 19‘ 18“ источне географске дужине и на 275 м надморске висине. Од Јадранског мора је удаљено око 19 km. Друмовима је спојен са Дубровником (27 km), Љубињем (55 km), Мостаром (110 km), Билећом (30 km), те Никшићем (70 km) и Херцег Новим (38 km).

### Рељеф
У пејзажу Требиња се смењују крашка поља и планински венци динарског правца пружања. Рељефом општине доминирају планина Леотар, ријека Требишњица, те крашка поља Требињско и Попово. Требиње је окружено је брдима и планинама: Илијино брдо, Ободине, Влаштица, Леотар (са 1228 м, највиши врх у околини), Кравице, Петрина, Голо брдо, Страч, Хум и Весац.
Међу пољима горње Херцеговине највеће је и најпознатије Требињско и Попово поље. Увале Требињског и Попова поља су по својем тектонском постанку једна цјелина, али на околним брдима и на њој није једнак рад ерозије и денудације. Та разлика је очигледна. Поред тога два поља су раздвојена Требињском шумом.
Западно од града простире се Требињско поље. Поље се пружа од истока према западу, у правцу тока Требишњице и заузима површину од 18 km². Поље је покривено врло плодним алувијалним земљиштем па се због бујне вегетације назива и Вртом Херцеговине. Чувен је требињски, нарочито шумски, дуван из овог поља.
Одмах до Требињског је смјештено Попово поље. Има усјева који на овом пољу дају и два рода годишње па се оно назива и херцеговачким Мисиром, по поређењу са долином Нила, односно Египтом или Мисиром.

### Клима
Клима у Требињу је медитеранска (средоземна) са кратким благим зимама и дугим жарким љетима. Јесени су топлије од прољећа, а снијег је веома ријетка појава. Требиње је данас најтоплији град у Републици Српској, односно Босни и Херцеговини (уз Мостар и Неум). Просјечна годишња температура ваздуха у граду је 16,6 °C (1981—2012), просјечна јануарска температура је 8,3 °C, а док је јулска 26,5 °C. Љети се температуре често пењу изнад 40 °C, а зими се се понекад спусте и испод 0 °C. Највиша забиљежена температура износила је 42,5 °C, 22. јула 2007. А најнижа забиљежена температура износила је -9,6 °C, 9. јануара 2017. Годишње падне просјечно 1624 mm падавина. Дана 21. јула 2015. тачно у поноћ, у Требињу је измјерена температура од 33,3 °C, а према подацима РХМЗ РС то је највиша поноћна температура икада забиљежена на простору БиХ. Град има око 260 сунчаних дана у години. Требиње спада у најсунчаније градове на Балкану. Снијег у Требињу је права ријеткост, а и када падне задржи се по неколико часова. Карактеристични вјетрови у Требињу су Бура и Југо. Бура дува са сјевероистока, доноси прохладно и ведро вријеме. Док Југо дува из правца југоистока, доноси топло и кишовито вријеме. Југо дува обично у зимском периоду. Клима је погодна за узгој великог броја палми и јужног воћа (смоква, нар, мандарина, лимун, наранџа, грејпфрут, маслина, винова лоза).
| Клима Требиња (1961–1990)                                 | Клима Требиња (1961–1990) | Клима Требиња (1961–1990) | Клима Требиња (1961–1990) | Клима Требиња (1961–1990) | Клима Требиња (1961–1990) | Клима Требиња (1961–1990) | Клима Требиња (1961–1990) | Клима Требиња (1961–1990) | Клима Требиња (1961–1990) | Клима Требиња (1961–1990) | Клима Требиња (1961–1990) | Клима Требиња (1961–1990) | Клима Требиња (1961–1990) |
| Показатељ \ Месец                                         | .Јан.                     | .Феб.                     | .Мар.                     | .Апр.                     | .Мај.                     | .Јун.                     | .Јул.                     | .Авг.                     | .Сеп.                     | .Окт.                     | .Нов.                     | .Дец.                     | .Год.                     |
| --------------------------------------------------------- | ------------------------- | ------------------------- | ------------------------- | ------------------------- | ------------------------- | ------------------------- | ------------------------- | ------------------------- | ------------------------- | ------------------------- | ------------------------- | ------------------------- | ------------------------- |
| Апсолутни максимум, °C (°F)                               | 18,0 (64,4)               | 20,0 (68)                 | 26,5 (79,7)               | 27,0 (80,6)               | 33,0 (91,4)               | 37,0 (98,6)               | 39,5 (103,1)              | 39,0 (102,2)              | 35,0 (95)                 | 31,5 (88,7)               | 24,0 (75,2)               | 20,5 (68,9)               | 39,5 (103,1)              |
| Просек, °C (°F)                                           | 5,4 (41,7)                | 6,6 (43,9)                | 9,0 (48,2)                | 12,4 (54,3)               | 16,8 (62,2)               | 20,4 (68,7)               | 23,3 (73,9)               | 23,2 (73,8)               | 19,5 (67,1)               | 15,1 (59,2)               | 10,4 (50,7)               | 6,8 (44,2)                | 14,1 (57,4)               |
| Апсолутни минимум, °C (°F)                                | −10,5 (13,1)              | −8,0 (17,6)               | −7,0 (19,4)               | −1,0 (30,2)               | 2,5 (36,5)                | 6,5 (43,7)                | 8,0 (46,4)                | 9,5 (49,1)                | 5,0 (41)                  | −2,0 (28,4)               | −10,5 (13,1)              | −10,5 (13,1)              | −10,5 (13,1)              |
| Количина падавина, mm (in)                                | 179,1 (7,051)             | 163,5 (6,437)             | 154,2 (6,071)             | 152,8 (6,016)             | 86,2 (3,394)              | 84,3 (3,319)              | 52,2 (2,055)              | 87,8 (3,457)              | 125,1 (4,925)             | 191,0 (7,52)              | 232,8 (9,165)             | 220,9 (8,697)             | 1,730 (68,11)             |
| Дани са падавинама (≥ 1.0 mm)                             | 11                        | 11                        | 11                        | 11                        | 8                         | 7                         | 5                         | 5                         | 6                         | 9                         | 12                        | 11                        | 106                       |
| Сунчани сати — месечни просек                             | 102,6                     | 114,7                     | 142,2                     | 154,0                     | 187,5                     | 193,7                     | 242,8                     | 233,8                     | 197,8                     | 172,9                     | 111,3                     | 100,6                     | 1.954,8                   |
| Извор: Meteorological Institute of Bosnia and Herzegovina |                           |                           |                           |                           |                           |                           |                           |                           |                           |                           |                           |                           |                           |

### Вегетација
Клима овог поднебља условила је и специфичну вегетацију. На нижим надморским висинама око Требиња јавља се типична медитеранска зимзелена вегетација, макија, док се на вишим надморским висинама јавља листопадна вегетација. Развијене су познате медитеранске културе: смоква, шипак, мандарина, лимун, грејпфрут, маслина, наранџа, трешња, кајсија, бресква, диња, лубеница, као и љековито и ароматично биље — смиље, пелин, мајчина душица, вријесак, лаванда, те ендемска биљка зановет (лат. Petteria ramentacea).

### Хидрографија
С обзиром да је Требиње смјештено на готово чистом крашком терену — холокрасу, број природних површинских водених објеката је незнатан. Природних језера нема, а једини већи ријечни ток је ријека Требишњица.
Требишњица је од града Требиња добила своје име. Можда је језички правилнији назив Требињчица, али је у народу укоријењено име Требишњица. Она је подземним водама у директној вези са ријеком Мушницом. Најприје се испод горског превоја Чемерна јавља поточић Врба који понире и опет се јавља у Гатачком пољу, као Мушница. Она нестаје у Гатачком пољу, а опет се јавља под брдом Влајињом код Билеће. То је извор ријеке Требишњице.
Требишњица понире у Пониквама под Клеком на сјеверозападном крају Попова Поља. Одакле подземним каналима отиче према Неретви и Јадранском мору. Корито ријеке кроз Попово поље је бетонирано тако да је нестало понора, а и честих поплава. Док јој корито није избетонирано Требишњица је била највећа понорница у Европи. Укупна дужина тока је 97,8 km.
Половином 60-их година прошлог вијека изградњом хидроенергетског система, Требишњица је преграђена на два мјеста Гранчарево и Горица. Брана Гранчарево код истоименог села, 8 km узводно од Требиња, прави је гигант (123 m). Њеном изградњом потопљено је корито Требишњице и села уз њу све до Билеће.

## Историја
Најстарији становници Требиња били су Илири, а у VII вијеку п. н. е. се досељавају и Грци. Спомен њиховог присуства остао је у топонимима. Римљани долазе у требињски крај у III вијеку п. н. е. Од њиховог доласка овај крај је познат под називом Травунија. Долазак Словена се веже за 6. вијек. У раном словенском периоду се зна за више обласних господара који су владали подручјем. Након што је бугарски цар Симеон Велики збацио са власти Захарија Прибислављевића, владар Травуније Михајло Вишевић се окренуо савезу са краљем Хрватске Томиславом. После његове смрти Травунија је опет била дио Чаславове Србије.
Травунијом је око 1170-1180. године овладао српски велики жупан Стефан Немања. У саставу државе Немањића, травунска област је остала све до распада Српског царства, након чега је Требиње потпало под власт обласних господара, прво Војислављевића (до 1373. године), а затим Балшића (1373-1377). Читавом облашћу је 1377. године овладао Твртко I, који се прогласио за краља Срба и Босне. Почетком 15. века, око власти над Требињем спориле су се две великашке породице, Павловићи и Косаче. Пошто су Косаче временом овладале читавом облашћу, Требиње се нашло под њиховом влашћу, те се тако од 1448. године налазило у саставу Војводства Светог Саве. Турци су требињским крајем овладали први пут током 1466. године, али град је већ 1470. године враћен херцегу Влатку. Већ након неколико година, град је поново потпао под турску власт.
Турска владавина трајала је све до 1878. Tребињски крај је посебно страдао у 16. веку, посебно од сењских ускока, новских пустахија и хајдука. Мирнији период током турске власти је био 18. столеће. Старешине из Требиња су заједно са Никшићанима планирали велики устанак у љето 1805, под утицајем Првог српског устанка, који је угушио турски паша са извјесном помоћу домицијалних муслимана. Хришћани Требиња су заједно са Црногорцима ратовали против Наполеонових трупа и у неколико сукоба су потукли француске трупе, попут борбе ножевима 2-3. октобра 1806 после које се Французи повлаче на одређено вријеме.
Од 1878. град је под влашћу Аустроугара. По аустроугарској окупацији Босне и Херцеговине уследиле су многе реформе. Уведена је нова административна подела и Требиње је припало мостарској области. Велики број аустроугарских трупа и жандарма смештен је у Требињу, који је виђен као град од стратешке вредности и положаја. Током владавине АУ у Требињу нису извршене фабрике или већа улагања.
Након убиства престолонаследника Франца Фердинанда у Сарајеву, полувојне добровољачке формације састављене од Муслимана и Хрвата терорисале су Требиње и околину. У августу 1914. је основан преки суд, до октобра је обешено 79 Срба; стрељања су вршена у пограничним селима, у логору у кварту Полице умрло је "преко 250 странаца, жена и деце мучени глађу". Само у селу Богојевићи убијена су 83 детета а 85 пунолетних је обешено. Ови злочини и дискриминација српског становништва током Великог рата довела су до емиграције дела Требињаца у Србију.
Српска војска је у Требиње ушла 11. новембра 1918. године. Нова југословенска држава задржала је аустроугарску административну подјелу, све до формирања бановина. Песник и дипломата Јован Дучић (тада југословенски посланик односно амбасадор у Риму) је у центру Требиња о свом трошку подигао крајем маја 1934. године споменик песнику, црногорском владици и поглавару Петру II Петровићу Његошу.
У делу Требиња изнад насеља Полице налазе се остаци поређаног камена у правилно распоређеним линијама за које се верује да имају значење повезано са астрономијом.

## Култура
Најзначајнија културна дешавања у току године су Дучићеве вечери поезије и Фестивал европског и медитеранског филма Требиње. Писцу најбољег дјела из претходне године се додјељује Дучићева награда, а овом приликом у граду се окупе најзначајније личности свијета поезије из региона. Филмски фестивал окупља најзначајнија лица из свијета филма како из региона тако и из свијета а приликом отварања фестивала додијељује се "Златни платан", награда за изузетан допринос евро-медитеранској кинематографији.
Сљедеће значајно културно дешавање у граду је Фестивал фестивала. То је смотра побједника са свих фестивала аматерских позоришта у региону.
Народна библиотека Требиње посједује велики књижни фонд, као и Легат Јована Дучића. Веома значајна установа за град је Музеј Херцеговине. У овом објекту могу се видјети разноврсне поставке, од приказа начина живота у Источној Херцеговини, до слика познатих аутора. Овдје се осим изложби приређују и промоције и музички програми.
За очување традиције брину се културно-умјетничка друштва Алат и Херцеговина, а при Епархијском дому дјелује хор Светог Василија Острошког.
Град има и Дом омладине — често састајалиште младих, Дом културе и Средњу музичку школу. Требиње је послије рата постало студентски град. У граду данас постоје три факултета.
У Требињу је током 1934. године сниман немачки филм Барон Циганин. Снимање је трајало четири месеца, а за то време су бројни мештани града учествовали у филму као статисти.

## Спорт
Спорт је у Требињу веома добро развијен. У граду постоје клубови за све популарне екипне спортове. Најзначајнији су: ФК Леотар и КК Леотар. Значајне резултате постижу и џудисти и каратисти. ФК Леотар наступа на стадиону Полице (8.500 мјеста, од чега 4.500 сједећих), град има и Спортску дворану (4.000 мјеста).
У Требињу су рођени или су поријеклом из Требиња кошаркаши и кошаркашице, освајачи медаља за Србију и Црну Гору: Предраг Даниловић, Миленко Савовић, Милан Гуровић, Владимир Радмановић, Драгица Лечић - Ненадић, као и Дејан Бодирога који је направио кошаркашки камп у Требињу којег сваке године посјете најзначајнији стручњаци овог спорта.
Познати одбојкаш Милош Грбић и његови синови Владимир Грбић и Никола Грбић, као и покојни Жарко Петровић су такође пореклом из Требиња.
Ивана Нинковић је прва пливачица из Требиња која је учествовала на Олимпијским играма и то 2012. године на ОИ У Лондону.
У овом граду је рођен и босанскохерцеговачки репрезентативни голман Асмир Беговић.
Од занимљивих друштава ту су Спелеолошко друштво Зелена Брда и планинарско друштво Вучји зуб који су врло активни.
Спелеолошко друштво ради читавих 35 година, носилац је ордена Светог Саве првог реда.

## Привреда
Требиње је до 1992. године био привредно врло развијен град. За вријеме рата долази до економске изолације и наглог пада привредне производње и запослености. Послије рата се биљежи знатан опоравак привреде, па када је у питању запосленост у Републици Српској најбоља ситуација је у Требињу и Бањалуци, гдје у просјеку на 3,5 становника долази једна запослена особа.
Носиоци привредног развоја општине су:
- Индустрија алата. Највећи произвођач висококвалитетних алата у Босни и Херцеговини и један од највећих у Европи. Своје производе извози у преко 40 земаља свијета.
- Хидроелектране на Требишњици. На Требишњици су изграђене двије хидроелектране Граничарево и Горица. Од 1998. године сједиште Електропривреде РС се налази у Требињу.
- Новотекс. Бави се производњом конфекцијске робе. Своје производе извози највише у Њемачку.
- . Бави се производњом прехрамбених производа.

## Туризам
У граду постоји велики број хотела и мотела међу којима су најпознатија два:
- хотел Леотар на лијевој обали Требишњице. Из њега се преко ријеке пружа поглед на зидине старог града.
- хотел Платани у Старом граду са модерно уређеним ентеријером по најсавременијим европским стандардима. Испред хотела се налазе чувени требињски платани.

Туристички потенцијали Требиња су веома добри. Требиње има велике могућности за развој вјерског туризма. Као посљедица веома бурне историје града у Требињу се налази велики број храмова. Постоји 15 храмова Православне цркве, двије католичке цркве и једна џамија (прије посљедњег рата их је било знатно више, али су порушене и у плану је њихово обнављање). Многи православни храмови су саграђени на темељима цркава из ранохришћанског периода. Град окружују манастири: Добрићево, Дужи, Тврдош, Завала, Петро Павлов манастир и Херцеговачка Грачаница.
Током љета одржавају се бројне манифестације. А туристе привлаче и излетишта Ластва, Јазина, Оровац и Убла. Туристичку атракцију представља и пећина Вјетреница. Близина Дубровника (30 km) и Херцег Новог (40 km) још додатно увећава туристичке потенцијале града. Велики број туриста из ових приморских градова посјети Требиње у току љета.
Године 2017. је у близини града отворен већи (80 хектара) туристички комплекс „Град Сунца — Водени и Дино Парк”.
- Манастир Добрићево
- Манастир Дужи
- Манастир Завала
- Петропавлов манастир

Манифестације
У граду постоји неколико већ традиционалних манифестација, а најпознатија је: Требињске љетне свечаности. У њиховом оквиру се одржавају:
- Дучићеве вечери поезије. Одржавају се крајем септембра и овом манифестацијом се званично завршавају Требињске љетне свечаности.
- Фестивал фестивала. Највећа смотра аматерских позоришта из БиХ и региона.[14]
- Увијек се организује и неколико концерата на којима наступају позната имена музичке естраде са простора бивше Југославије.
- Кошаркашки камп „Дејан Бодирога“, те Требињска школа спорта, која се одржава у периоду јун—август.
- Скокови са Каменог моста. Једна од атракција везана за ријеку Требишњицу су Скокови са Каменог моста који се одржавају свако љето, крајем јула или почетком августа. Обично је праћена и наступима познатих музичара.
- Традиционална планинарска манифестација Успон на Вучји зуб и врхове орјенског масива која се одржава у октобру мјесецу

Излетишта
- Ластва. Једно од најпознатијих требињских излетишта је Ластва, удаљена 12 km од Требиња. Ту се налазе прелијепи природни и вјештачки изграђени базени, уз њих се налази и луксузни мотел Вила Ластва.
- Јазина. У непосредној је близини Ластве. Такође има вјештачке уставе и базене. У љетном периоду је веома посјећена. Одмах уз купалишта се налази мотел Јазина.
- Зубачка Убла. Око 20-ак km удаљена од града. У њима се традиционално одржавa манифестација посвећена очувању народне традиције и обичаја са богатим културно-умјетничким програмом.

- Излетиште Ластва
- Излетиште Јазина

## Културно-историјски споменици
У данашњем изгледу града јасно се издваја старо урбано језгро из турског времена, градња у доба Аустроугарске и нова градња. За разлику од осталих херцеговачких градића у Требињу је највише изражена, у градњи старих објеката, мјешавина приморских и оријенталних утицаја.
Херцеговачка Грачаница
Вјерна је копија манастира Грачаница на Косову. Саграђена је 2000. на брду Црквина изнад Требиња, са жељом да изврши тестамент чувеног требињског пјесника Јована Дучића. Његови посмртни остаци пренијети су из САД и сахрањени у крипту овог храма. Спомен комплекс чине црква Пресвете Богородице са звоником, владичански двор, библиотека, амфитеатар, галерија, салон за банкете, чесма и љетна башта. Храм се може видјети са сваке тачке у Требињу и то је најљепша сакрална грађевина у цијелој Источној Херцеговини. Са брда Црквина пружа се прелијеп поглед на цијели град.
Манастир Тврдош
Посвећен је Успењу Пресвете Богородице. Манастир се налази уз саму ријеку око 4 km низводно од Требиња, у селу Тврдошима. Према народном предању, манастир је основао Свети цар Константин и мајка му Јелена. Један је од најстаријих православних манастира у БиХ и један од најзначајнијих манастира Српске православне цркве. Данас је сједиште Захумско-херцеговачке епископије. Сматра се да манастир потиче са почетка XVI вијека.
Као и већина вјерских објеката на овим просторима манастир је више пута рушен и опет обнављан. Најприје је страдао у великом земљотресу који је погодио Дубровник у другој половини XVII вијека, а 1694. године су га до темеља срушили Млечани бојећи се да не постане турско утврђење. Манастир је обновљен 1924. год.
Саборна црква Преображења Господњег
Грађена је у периоду 1888—1908. године. Налази се у центру града. Поред цркве изграђен је Епархијски дом са библиотеком „Преподобни Јустин Нови Ћелијски”. У саставу храма дјелује хор Светог Василија Острошког и фолклорно друштво.
Манастир Дужи
Манастир Дужи је посвећен Покрову Пресвете Богородице. Налази се на лијевој обали Требишњице 7 km низводно од Требиња. У XVI и XVII вијеку је био метох манастира Тврдоша. Када је Тврдош разорен, митрополит и монаси прелазе 1695. године у Дужи, обнављају и проширују цркву и метох који од тада носи име Дужи. До укидања Пећке патријаршије 1776. био је средиште херцеговачког митрополита. Манастир је више пута страдао, пљачкан и пустошен. У манастиру се налази честица часног крста.
Петропавлов манастир
Смјештен је у Петровом Пољу, неколико километара западно од Требиња. У његовој близини се налази Павлова пећина, у коју је по предању навраћао Свети апостол Павле на свом путовању за Рим. У близини манастира налазе се рушевине за које се вјерује да су остаци храмова светих апостола Петра и Павла с почетка 11. вијека, па чак и из шестог. На темељима старе цркве подигнута је почетком 20. вијека.
Спомен црквица Светом Василију Острошком
Спомен црквица посвећена Светом Василију Острошком поред куће у којој се родио у селу Мркоњићи у Поповом пољу.
Католичка катедрала
Некада црква Блажене Дјевице Марије, саграђена је крајем 19. вијека.
Осман-пашина џамија
Саграђена је 1729. по наредби Осман-паше Ресулбеговића, требињског капетана. Налази се у Старом граду. 1993. године џамија је изгорела у пожару, због смрада и болести које су пријетиле рушевине су уклоњене, те је касније саграђена нова.
Перовића мост
Перовића мост (до посљедњег рата зван Арсланагића мост) је као задужбину за свога погинулог сина у борби са Млечанима изградио Мехмед-паша Соколовић 1574. године, за вријеме Турске окупације.
Када су Турци 1687. године потиснути из Херцег Новог, многе турске породице су се из овог града доселиле у Требиње. Међу њима је био и извјесни Арслан-ага. Он је добио посједе источно од Требиња: на Зупцима, Нецвијећу и Јасену, те право да наплаћује мостарину преко моста на Требишњици. По њему се, од тада, мост назива Арсланагића мост. Изградњом хидроенергетског система на Требишњици Арсланагића мост се нашао 1965. године под водом акумулационог језера. По захтјеву Завода за заштиту споменика културе мост се демонтирао и пренио на друго мјесто, 1966. године приликом пражњења акумулације.
Нова локација Арсланагића моста између насеља Градина (на десној обали ријеке) и насеља Полице (на лијевој обали). Године 1993. мосту је промијењено име у Перовића мост. Поред овог вриједи поменути и Камени мост (изграђен 1953), затим Андрићев мост и Гељов мост.
Надгробна плоча са моста, која потиче са краја 12. века, данас се чува у Музеју Херцеговине.
Музеј Херцеговине
Музеј Херцеговине се налази у Старом граду у аустријској касарни с краја 19. вијека.
Изнад Требиња на брду Страч налази се утврђење Петрина које датира из доба аустроугарске владавине.
У центру града се налази и споменик ослободиоцима Требиња, изграђен 1938. године поводом 20. годишњице ослобођења Требиња.
- Херцеговачка Грачаница
- Манастир Тврдош
- Саборна црква
- Осман-пашина џамија
- Арсланагића мост

## Становништво
|             | 2013.           | 1991.           | 1981.           | 1971.           |
| Укупно      | 23 770 (100,0%) | 21 870 (100,0%) | 17 271 (100,0%) | 3 530 (100,0%)  |
| Срби        | 22 344 (94,00%) | 14 915 (68,20%) | 9 489 (54,94%)  | 1 788 (50,65%)  |
| Бошњаци     | 676 (2,844%)    | 4 228 (19,33%)1 | 3 039 (17,60%)1 | 1 211 (34,31%)1 |
| Хрвати      | 201 (0,846%)    | 347 (1,587%)    | 412 (2,386%)    | 208 (5,892%)    |
| Црногорци   | 201 (0,846%)    | –               | 727 (4,209%)    | 120 (3,399%)    |
| Неизјашњени | 174 (0,732%)    | –               | –               | –               |
| Остали      | 75 (0,316%)     | 910 (4,161%)    | 158 (0,915%)    | 51 (1,445%)     |
| Југословени | 28 (0,118%)     | 1 470 (6,722%)  | 3 364 (19,48%)  | 124 (3,513%)    |
| Православци | 20 (0,084%)     | –               | –               | –               |
| Непознато   | 17 (0,072%)     | –               | –               | –               |
| Муслимани   | 13 (0,055%)     | –               | –               | –               |
| Македонци   | 9 (0,038%)      | –               | 29 (0,168%)     | 2 (0,057%)      |
| Словенци    | 5 (0,021%)      | –               | 22 (0,127%)     | 19 (0,538%)     |
| Украјинци   | 4 (0,017%)      | –               | –               | –               |
| Роми        | 2 (0,008%)      | –               | –               | –               |
| Босанци     | 1 (0,004%)      | –               | –               | –               |
| Албанци     | –               | –               | 31 (0,179%)     | 7 (0,198%)      |

1. 1 На пописима од 1971. до 1991. Бошњаци су пописивани углавном као Муслимани.

|  |

Требиње је данас са нешто више од 29.000 становника по величини највећи град у Источној Херцеговини.
Општина је ријетко насељена. Посебно су ријетко насељене области Поповог поља, Бобана, Љубомира и Зубаца. Ово је посљедица напуштања села од стране млађих људи у вријеме индустријализације. Преко 3/4 становништва живи у граду. Велики број је потражио и запослење ван граница бивше Југославије, тако да је пораст становништва у периоду 1981—1991. године незнатан.
Уочи 1993. године, Требиње је напустио највећи дио муслиманског и хрватског становништва. Ипак, број становника Требиња се послије рата знатно увећао јер се у њему населило, према процјенама, нешто више од 7.000 српских избјеглица. Највећим дијелом су дошли из Сарајева и Мостара, те оближњег Дубровника и села која се простиру између ратом обухваћеног подручја Требиња и Дубровника.

## Градови побратими
- Вршац[19][20]
- Горњи Милановац[19][20]
- Лучани[19][20]
- Херцег Нови[19][21]
- Никшић[19][22][23]
- Сарагоса[19]
- Чачак[19]
- Јањина[19]
- Палилула, Београд[19]
- Штрпце[19]
- Зрењанин[19]
- Орехово-Зујево[19]
- Медијана, Ниш[19]

## Познате личности
- Свети Василије Острошки
- Тома Вуковић, изразито богати дубровачки трговац који је тестаментом завјештао бројне легате манастирима и црквама СПЦ (Тврдош, Завала, Пива, Добрићево, Косјерево, Св. Михајла у Сарајеву, Новом, Топлој, Студеници, Дечанима) као и Јерусалиму и Светом Гробу. Уз то је завјештао и богате легате за потребе сарајевске сиротиње.[24]
- Јован Дучић — српски пјесник и дипломата из Требиња. У његову част сваке године се у Требињу одржавају Дучићеве вечери поезије.
- Христина Обрадовић, игуманија Манастира Љубостиње.
- Јован Деретић — професор на Филолошком факултету у Београду. За Историју српске књижевности добио је Октобарску награду града Београда.
- Владимир Радмановић, НБА кошаркаш, рођен 1980.
- Миленко Савовић, кошаркаш, рођен 1960.
- Из Требиња су се током колонизације послије другог свјетског рата одселили родитељи кошаркаша Дејана Бодироге, Милана Гуровића, Предрага Даниловића, отац покојног Дражена Петровића, као и мајка покојног Жарка Петровића, једног од најбољих одбојкаша на свету, рођени су Требињци. Владимир (Вања) Грбић и Никола Грбић као и њихов отац Милош пореклом су са ових простора
- Познати Требињци су и српски глумци Наташа Нинковић и Небојша Глоговац
- Срђан Алексић, глумац аматер, убијен када је покушао да заштити суграђанина Бошњака од малтретирања и батинања
- Игор Бутулија — рукометаш
- Беба Селимовић — певачица
- Драгица Лечић-Ненадић — кошаркашица Црвене звезде, мајка српских рукометаша, Петра и Драшка Ненадића.
- Асмир Беговић — босанскохерцеговачки фудбалер
- Златко Машек (1928—1993) — стрељаштво, ФНРЈ, ЛОИ Хелсинки 1952. и ЛОИ Мелбурн 1956.
- Владимир Радмановић (1980) — кошарка, Србија и Црна Гора, ЛОИ Атина 2004.
- Сања Старовић (1983) — одбојка, Србија, ЛОИ Лондон 2012.
- Саша Старовић (1988) — одбојка, Србија, ЛОИ Пекинг 2008. и ЛОИ Лондон 2012.
- Радоје Ђерић (1991) — веслање, Србија, ЛОИ Лондон 2012.
- Ивана Нинковић (1995) — пливање, Босна и Херцеговина, ЛОИ Лондон 2012.
- Тијана Бошковић (1997) — одбојка, Србија, ЛОИ Рио де Жанеиро 2016. и ЛОИ Токио 2020.
- Небојша Вукановић (1979) — српски политичар, географ, историчар и новинар, лидер Листе за правду и ред
- Љубиша Крунић (1965) — српски правник и политичар, посланик у Вијећу Народа Републике Српске бивши посланик Народне Скупштине Републике Српске и потпредсједник Партије демократског прогреса.
- Лазар Радан (1998) — српски историчар

## Галерија
- Требиње
- Требиње
- Стари град
- Арсланагића мост
- Арсланагића мост
- Арсланагића мост
- Улица краља Петра Првог ослободиоца
- Споменик Његошу
- Шеталиште у центру Требиња
- Парк у центру града
- Црква Преображења Господњег
- Осман-пашина џамија
- Црква Светог Георгија